# Whitsett
Whitsett és una població dels Estats Units a l'estat de Carolina del Nord. Segons el cens del 2000 tenia 686 habitants.

## Demografia
Segons el cens del 2000, Whitsett tenia 686 habitants, 279 habitatges i 215 famílies. La densitat de població era de 93,9 habitants per km².
Dels 279 habitatges en un 26,9% hi vivien nens de menys de 18 anys, en un 64,5% hi vivien parelles casades, en un 7,2% dones solteres, i en un 22,9% no eren unitats familiars. En el 20,8% dels habitatges hi vivien persones soles el 8,6% de les quals corresponia a persones de 65 anys o més que vivien soles. El nombre mitjà de persones vivint en cada habitatge era de 2,46 i el nombre mitjà de persones que vivien en cada família era de 2,82.
Per edats la població es repartia de la següent manera: un 20,4% tenia menys de 18 anys, un 6,6% entre 18 i 24, un 27% entre 25 i 44, un 28,7% de 45 a 60 i un 17,3% 65 anys o més.
L'edat mediana era de 42 anys. Per cada 100 dones de 18 o més anys hi havia 97,8 homes.
La renda mediana per habitatge era de 44.250 $ i la renda mediana per família de 48.750 $. Els homes tenien una renda mediana de 38.958 $ mentre que les dones 26.250 $. La renda per capita de la població era de 21.936 $. Entorn del 5,5% de les famílies i el 7,5% de la població estaven per davall del llindar de pobresa.

## Poblacions més properes
El següent diagrama mostra les poblacions més properes.